# Вэкэрою, Николае
Никола́е Вэкэро́ю (рум. Nicolae Văcăroiu, [nikoˈla.e vəkəˈroju]; род. 5 декабря 1943, Четатя-Албэ/Аккерман (совр. Белгород-Днестровский)) — румынский политический и государственный деятель, премьер-министр Румынии с 4 ноября 1992 по 12 декабря 1996 года.

## Биография
В 1969—1990 годах работал в Государственном комитете по планированию вместе с Теодором Столожаном, где занимался экономическими вопросами. Участвовал в разработке плана «Стратегия реформ в Румынии» по переходу к демократии и рыночной экономике. В 1990 году стал заместителем министра национальной экономики, в 1990—1992 годах был главой комитета по ценам и департамента по налогам и сборам министерства финансов. Руководил процессом подготовки введения налога на добавленную стоимость и начал подготовку ко введению других новых налогов.
В 1992 году стал премьер-министром Румынии и занимал эту должность до 1996 года. В 1996—1997 годах был вице-президентом Румынского коммерческого банка, в 1996—2008 годах был сенатором от Арджеша, в 2000—2008 годах возглавлял  Сенат Румынии. В апреле-мае 2007 года исполнял обязанности президента.
С 14 октября 2008 года возглавляет Счётную палату Румынии. Для занятия должности вышел из Социал-демократической партии.